# Clusiodes plumosus
Clusiodes plumosus är en tvåvingeart som beskrevs av Mitsuhiro Sasakawa 1964. Clusiodes plumosus ingår i släktet Clusiodes och familjen träflugor. Inga underarter finns listade i Catalogue of Life.